# Culpa (cã)
Culpa (Qulpa) foi cã da Horda Azul de 1359 a 1360, em sucessão a seu irmão Berdi Begue (r. 1357–1359), a quem assassinou. Seu reinado foi breve, terminando com seu assassinato nas mãos de seu irmão Nauruz Begue (r. 1360–1361).